# Deserto del Tengger
Il Tengger (in cinese: 腾格里沙漠T, 騰格里沙漠S, Ténggélǐ ShāmòP) è il principale deserto dell'Alashan Plain nella Cina centro-settentrionale. Termina a meridione contro la catena montuosa del Qilian Shan, mentre a oriente è bordato dallo Huang He (Fiume Giallo) e a settentrione sfuma nel deserto del Gobi. La Muraglia Cinese borda a sud e a est questo deserto. I venti dominanti provengono dal quadrante nord-occidentale e determinano la migrazione delle dune in direzione dello Huang He. Solo il 7% delle dune che si sono formate in questa vasta area può essere considerato fisso. Al centro del deserto è presente una playa con depositi di sale sfruttati dagli abitanti dei villaggi che popolano i limiti della regione.
Al margine del Tengger, l'Academia Sinica ha costruito una stazione scientifica (Shapotou Desert Research Station) che si occupa di monitorare la migrazione delle dune e di studiare i metodi di controllo e gli eventuali sistemi di protezione, per limitare i danni alla ferrovia che attraversa il deserto. Sono stati messi a punto sistemi con filari di vegetazione che disegnano una griglia con maglie di 1 m². In questo modo è stato possibile evitare che si ripetessero interruzioni della linea ferroviaria in un'area in cui le dune si muovono verso sud-est anche di 15 m all'anno. La vegetazione consente infatti di ridurre del 17% la velocità del vento al suolo.
Come per gli altri deserti cinesi anche in questo caso è possibile che l'età in cui le dune hanno iniziato a formarsi sia molto antica e possa essere ricondotta al Cretaceo superiore o Terziario inferiore (circa 65 milioni di anni fa). A quel tempo tutta l'area era perlopiù in condizioni subtropicali nella fascia delle alte pressioni, analogamente alle condizioni attuali del Sahara. Più tardi nel Terziario si è sollevato il plateau tibetano durante l'orogenesi himalayana: la continentalità climatica si accentuò moltissimo, si venne a formare il sistema monsonico e l'area della Cina nord-occidentale si inaridì ulteriormente. Gli antichi laghi presenti nei vari bacini si prosciugarono gradualmente e i deserti sabbiosi presero il sopravvento. Il perdurare del sollevamento delle montagne durante il Pleistocene e l'Olocene ha accentuato ancor più l'aridità di quest'area. Le testimonianze di fluttuazioni climatiche durante il Pleistocene e il Quaternario sono conservate in questi bacini desertici all'interno di imponenti successioni di depositi di polveri trasportate dal vento, detti loess.